# Năng lượng sóng
Năng lượng sóng là việc thu năng lượng của sóng biển để làm những công việc có ích – ví dụ, sản xuất điện, khử muối trong nước hoặc bơm nước. Cỗ máy khai thác năng lượng sóng thì được gọi là máy chuyển đổi năng lượng sóng (WEC).
Năng lượng sóng thì khác với năng lượng thủy triều, loại năng lượng được thu từ các dòng chảy gây ra bởi lực hấp dẫn của Mặt Trời và Mặt Trăng. Sóng và thủy triều cũng khác với hải lưu thứ được gây ra bởi các lực như sóng vỡ, gió, hiệu ứng Coriolis, cabbeling, và sự khác biệt giữa nhiệt độ và độ mặn.
Máy phát năng lượng sóng là một công nghệ thương mại không được sử dụng rộng rãi, mặc dù đã có những cố gắng đưa nó vào sử dụng kể từ ít nhất là năm 1890. Vào năm 2008, trang trại sóng thử nghiệm đầu tiên được mở ở Bồ Đào Nha ở Công viên Sóng Aguçadoura.

## Khái niệm vật lý

Khi một vật thể cuộn lên và xuống trên một gợn sóng trong một cái ao, nó theo sau một quỹ đạo hình elip.

Sóng sinh ra khi gió thổi qua bề mặt của biển. Chỉ cần sóng sinh ra chậm hơn tốc độ gió bên trên ngọn sóng thì sẽ có năng lượng truyền từ gió vào ngọn sóng. Cả sự khác biệt về áp suất khí quyển giữa ngọn gió bên trên và phía khuất gió của đầu ngọn sóng, lẫn sự ma sát trên bề mặt nước gây ra bởi gió, khiến nước đi vào ứng suất cắt gây ra việc sóng dâng lên.
Chiều cao sóng được xác định bởi tốc độ gió, thời gian gió thổi, lấy (khoảng cách mà gió kích thích sóng) và bởi độ sâu và địa hình của đáy biển (có thể tập trung hoặc phân tán năng lượng của sóng). Tốc độ gió đã cho có giới hạn thực tế phù hợp với thời gian hoặc khoảng cách sẽ không tạo ra sóng lớn hơn. Khi giới hạn này đã đạt tới biển được cho là "hoàn toàn phát triển".
Nói chung, sóng lớn hơn mạnh hơn nhưng sóng điện cũng được xác định bởi tốc độ sóng, bước sóng và nước mật độ.
Chuyển động dao động cao nhất trên bề mặt và giảm dần theo cấp số nhân với độ sâu. Tuy nhiên, đối với sóng đứng (clapotis) gần bờ biển phản xạ, năng lượng sóng cũng có mặt dưới dạng dao động áp suất ở độ sâu lớn, tạo microseism s. Những dao động áp suất ở độ sâu lớn hơn là quá nhỏ để có thể thú vị từ quan điểm của sóng điện.
Các sóng truyền trên bề mặt đại dương, và năng lượng sóng cũng được vận chuyển theo chiều ngang với vận tốc nhóm. Tốc độ truyền tải trung bình của năng lượng sóng thông qua một mặt phẳng mặt phẳng (toán học) theo chiều rộng đơn vị, song song với đỉnh sóng, được gọi là năng lượng sóng flux (hoặc công suất sóng, không được nhầm lẫn với sức mạnh thực tế được tạo ra bởi một thiết bị năng lượng sóng).

### Công thức công suất sóng
Trong nước sâu nơi độ sâu nước lớn hơn một nửa bước sóng, sóng dòng năng lượng là 
{\displaystyle P={\frac {\rho g^{2}}{64\pi }}H_{m0}^{2}T_{e}\approx \left(0.5{\frac {\text{kW}}{{\text{m}}^{3}\cdot {\text{s}}}}\right)H_{m0}^{2}\;T_{e},}
với P dòng năng lượng sóng trên một đơn vị chiều dài đỉnh sóng, Hm0 chiều cao sóng đáng kể, T e năng lượng sóng khoảng thời gian, ρ nước mật độ và g gia tốc bởi lực hấp dẫn. Công thức trên nói rằng công suất sóng tỉ lệ với chu kỳ năng lượng sóng và vuông của chiều cao sóng. Khi chiều cao sóng đáng kể được tính bằng mét và thời gian sóng tính bằng giây, kết quả là công suất sóng tính bằng kilowat (kW) trên mét của chiều dài sóng.
Ví dụ: Hãy xem xét các sóng biển vừa phải, trong nước sâu, cách bờ biển vài km, với chiều cao sóng là 3 m và thời gian năng lượng sóng là 8 giây. Sử dụng công thức để giải quyết quyền lực, chúng tôi nhận được
{\displaystyle P\approx 0.5{\frac {\text{kW}}{{\text{m}}^{3}\cdot {\text{s}}}}(3\cdot {\text{m}})^{2}(8\cdot {\text{s}})\approx 36{\frac {\text{kW}}{\text{m}}},}
có nghĩa là có 36 kilowatt điện thế trên một mét sóng sóng.
Trong những cơn bão lớn, những con sóng lớn nhất ngoài khơi cao khoảng 15 mét và có chu kỳ khoảng 15 giây. Theo công thức trên, các sóng như vậy mang khoảng 1,7 MW công suất trên mỗi mét sóng.
Một thiết bị năng lượng sóng hiệu quả nắm bắt được nhiều nhất có thể của dòng năng lượng sóng. Kết quả là sóng sẽ có chiều cao thấp hơn trong vùng phía sau thiết bị nguồn sóng.

### Năng lượng sóng và dòng năng lượng sóng
Trong trạng thái biển, trung bình (trung bình) mật độ năng lượng trên một đơn vị diện tích sóng hấp dẫn trên mặt nước tỷ lệ thuận với chiều cao sóng bình phương, theo lý thuyết sóng tuyến tính:
{\displaystyle E={\frac {1}{16}}\rho gH_{m0}^{2},} 
trong đó E là mật độ năng lượng sóng trung bình trên một đơn vị diện tích nằm ngang (J/m²), tổng mật độ động và năng lượng tiềm năng đơn vị diện tích nằm ngang. Mật độ năng lượng tiềm năng bằng động năng, đều đóng góp một nửa cho mật độ năng lượng sóng E, có thể được mong đợi từ equipartition định lý. Trong sóng biển, hiệu ứng căng bề mặt là không đáng kể đối với bước sóng trên một vài decimetres.
Khi sóng lan truyền, năng lượng của chúng được vận chuyển. Vận tốc năng lượng vận tốc là vận tốc nhóm. Kết quả là, năng lượng sóng flux, thông qua một mặt phẳng thẳng đứng có chiều rộng đơn vị vuông góc với hướng truyền sóng, bằng với:
{\displaystyle P=E\,c_{g},\,\ }
với cg vận tốc nhóm (m/s).
Do độ phân tán đối với sóng nước dưới tác động của trọng lực, vận tốc nhóm phụ thuộc vào bước sóng λ, hoặc tương đương, trên sóng khoảng thời gian T. Hơn nữa, mối quan hệ phân tán là một hàm của độ sâu nước h. Kết quả là, vận tốc nhóm hoạt động khác nhau trong các giới hạn của nước sâu và nông, và ở độ sâu trung gian:
| Đặc điểm của sóng trọng lực trên bề mặt của vùng nước sâu, nộng và trung bình theo thuyết sóng tuyến tính | Đặc điểm của sóng trọng lực trên bề mặt của vùng nước sâu, nộng và trung bình theo thuyết sóng tuyến tính                                             | Đặc điểm của sóng trọng lực trên bề mặt của vùng nước sâu, nộng và trung bình theo thuyết sóng tuyến tính | Đặc điểm của sóng trọng lực trên bề mặt của vùng nước sâu, nộng và trung bình theo thuyết sóng tuyến tính | Đặc điểm của sóng trọng lực trên bề mặt của vùng nước sâu, nộng và trung bình theo thuyết sóng tuyến tính | Đặc điểm của sóng trọng lực trên bề mặt của vùng nước sâu, nộng và trung bình theo thuyết sóng tuyến tính                                                                      |
| Lượng | Kí hiệu | Đơn vị | Nước sâu (h > ½ λ)                                                                                        | Nước nông (h < 0.05 λ)                                                                                    | Nước trung bình (all λ and h) |
| --- | --- | --- | --- | --- | --- |
| Vận tốc pha                                                                                               | {\displaystyle \displaystyle c_{p}={\frac {\lambda }{T}}={\frac {\omega }{k}}}                                                                        | m / s | {\displaystyle {\frac {g}{2\pi }}T}                                                                       | {\displaystyle {\sqrt {gh}}}                                                                              | {\displaystyle {\sqrt {{\frac {g\lambda }{2\pi }}\tanh \left({\frac {2\pi h}{\lambda }}\right)}}}                                                                              |
| Vận tốc nhóm                                                                                              | {\displaystyle \displaystyle c_{g}=c_{p}^{2}{\frac {\partial \left(\lambda /c_{p}\right)}{\partial \lambda }}={\frac {\partial \omega }{\partial k}}} | m / s | {\displaystyle {\frac {g}{4\pi }}T}                                                                       | {\displaystyle {\sqrt {gh}}}                                                                              | {\displaystyle {\frac {1}{2}}c_{p}\left(1+{\frac {4\pi h}{\lambda }}{\frac {1}{\sinh \left(\displaystyle {\frac {4\pi h}{\lambda }}\right)}}\right)}                           |
| Tỉ số | {\displaystyle \displaystyle {\frac {c_{g}}{c_{p}}}}                                                                                                  | – | {\displaystyle \displaystyle {\frac {1}{2}}}                                                              | {\displaystyle \displaystyle 1}                                                                           | {\displaystyle {\frac {1}{2}}\left(1+{\frac {4\pi h}{\lambda }}{\frac {1}{\sinh \left(\displaystyle {\frac {4\pi h}{\lambda }}\right)}}\right)}                                |
| Bước sóng                                                                                                 | {\displaystyle \displaystyle \lambda } | m | {\displaystyle {\frac {g}{2\pi }}T^{2}}                                                                   | {\displaystyle T{\sqrt {gh}}}                                                                             | for given period T, the solution of: {\displaystyle \displaystyle \left({\frac {2\pi }{T}}\right)^{2}={\frac {2\pi g}{\lambda }}\tanh \left({\frac {2\pi h}{\lambda }}\right)} |
| general                                                                                                   | | | | | |
| Mật độ năng lượng sóng                                                                                    | {\displaystyle \displaystyle E} | J / m² | {\displaystyle {\frac {1}{16}}\rho gH_{m0}^{2}}                                                           | {\displaystyle {\frac {1}{16}}\rho gH_{m0}^{2}}                                                           | {\displaystyle {\frac {1}{16}}\rho gH_{m0}^{2}} |
| thông lượng sóng                                                                                          | {\displaystyle \displaystyle P} | W / m | {\displaystyle \displaystyle E\;c_{g}}                                                                    | {\displaystyle \displaystyle E\;c_{g}}                                                                    | {\displaystyle \displaystyle E\;c_{g}} |
| Tần số góc                                                                                                | {\displaystyle \displaystyle \omega } | rad / s                                                                                                   | {\displaystyle {\frac {2\pi }{T}}}                                                                        | {\displaystyle {\frac {2\pi }{T}}}                                                                        | {\displaystyle {\frac {2\pi }{T}}} |
| Số sóng                                                                                                   | {\displaystyle \displaystyle k} | rad / m                                                                                                   | {\displaystyle {\frac {2\pi }{\lambda }}}                                                                 | {\displaystyle {\frac {2\pi }{\lambda }}}                                                                 | {\displaystyle {\frac {2\pi }{\lambda }}} |

### Đặc điểm và cơ hội nước sâu
Nước sâu tương ứng với độ sâu nước lớn hơn một nửa bước sóng, đó là tình trạng phổ biến ở biển và đại dương. Trong nước sâu, sóng dài hơn truyền nhanh hơn và vận chuyển năng lượng của chúng nhanh hơn. Vận tốc nhóm nước sâu là một nửa [vận tốc pha]. Trong nước nông, đối với các bước sóng lớn hơn khoảng hai mươi lần độ sâu của nước, được tìm thấy khá thường xuyên gần bờ biển, vận tốc nhóm bằng vận tốc pha.

## Khái niệm vật lý

Chuyển động của một hạt trong sóng biển.
'A' = Ở vùng nước sâu. chuyển động elip của các hạt chất lỏng giảm nhanh chóng với độ sâu tăng bên dưới bề mặt.
' 'B' = Ở vùng nước nông (đáy đại dương bây giờ là B). Chuyển động elip của một hạt chất lỏng phẳng với độ sâu giảm dần.
'1' = Hướng truyền.
'2' = Đỉnh sóng.
'3' = Máng sóng.

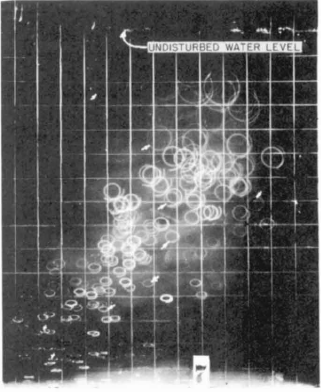
Ảnh chụp các quỹ đạo hình elip của các hạt nước dưới sự tiến bộ và định kỳ - sóng hấp dẫn bề mặt trong sóng sóng. Điều kiện sóng là: độ sâu trung bình của nước d = 2,50 ft, wave height H = 0,339 ft, wavelength λ = 6,42 ft, period T = 1.12 s.

Sóng được tạo ra bởi gió đi qua bề mặt của biển. Miễn là những con sóng truyền chậm hơn tốc độ gió ngay trên sóng, có một chuyển năng lượng từ gió sang sóng. Cả hai áp suất không khí khác nhau giữa gió ngược và mặt lee của sóng đỉnh, cũng như ma sát trên mặt nước bởi gió, làm cho nước đi vào ứng suất cắt gây ra sự tăng trưởng của sóng.
Chiều cao sóng được xác định bởi tốc độ gió, thời gian gió thổi, lấy (khoảng cách mà gió kích thích sóng) và bởi độ sâu và địa hình của đáy biển (có thể tập trung hoặc phân tán năng lượng của sóng). Tốc độ gió đã cho có giới hạn thực tế phù hợp với thời gian hoặc khoảng cách sẽ không tạo ra sóng lớn hơn. Khi giới hạn này đã đạt tới biển được cho là "hoàn toàn phát triển".
Nói chung, sóng lớn hơn mạnh hơn nhưng sóng điện cũng được xác định bởi tốc độ sóng, bước sóng và nước mật độ.
Chuyển động dao động cao nhất trên bề mặt và giảm dần theo cấp số nhân với độ sâu. Tuy nhiên, đối với sóng đứng (clapotis gần bờ biển phản xạ, năng lượng sóng cũng có mặt dưới dạng dao động áp suất ở độ sâu lớn, tạo ra microseism s. Những biến động áp suất ở độ sâu lớn hơn là quá nhỏ để được thú vị từ quan điểm của sóng điện.
Các sóng truyền trên bề mặt đại dương, và năng lượng sóng cũng được vận chuyển theo chiều ngang với vận tốc nhóm. Tốc độ truyền tải trung bình của năng lượng sóng thông qua một mặt phẳng theo chiều rộng đơn vị, song song với đỉnh sóng, được gọi là năng lượng sóng flux (hoặc công suất sóng, không được nhầm lẫn với sức mạnh thực tế được tạo ra bởi một thiết bị năng lượng sóng).

## Lịch sử
Bằng sáng chế đầu tiên được sử dụng để sử dụng năng lượng từ sóng biển có từ năm 1799, và được Girard và con trai ông đệ trình tại Paris. Một ứng dụng đầu tiên của sóng điện là một thiết bị được Bochaux-Praceique chế tạo vào khoảng năm 1910 để thắp sáng và cấp điện cho ngôi nhà của ông tại Royan, gần Bordeaux ở Pháp. Có vẻ như đây là loại thiết bị năng lượng sóng nước đầu tiên dao động.
 Từ năm 1855 đến năm 1973 đã có 340 bằng sáng chế được nộp riêng tại Vương quốc Anh.
Theo đuổi khoa học hiện đại về năng lượng sóng đã được tiên phong trong các thí nghiệm của Yoshio Masuda vào những năm 1940.
 Ông đã thử nghiệm các khái niệm khác nhau về các thiết bị năng lượng sóng trên biển, với hàng trăm đơn vị được sử dụng để điều khiển đèn chiếu sáng. Trong số này là khái niệm về việc giải phóng sức mạnh từ chuyển động góc ở các khớp của một chiếc bè có khớp nối, được đề xuất vào những năm 1950 bởi Masuda.

Một mối quan tâm mới về năng lượng sóng được thúc đẩy bởi cuộc khủng hoảng dầu mỏ năm 1973. Một số nhà nghiên cứu trường đại học đã xem xét lại tiềm năng tạo ra năng lượng từ sóng biển, trong đó đáng chú ý là Stephen Salter từ Đại học Edinburgh, Kjell Budal và Johannes Falnes từ Viện Công nghệ Na Uy (nay đã được hợp nhất thành Đại học Khoa học và Công nghệ Na Uy, Michael E. McCormick từ Học viện Hải quân Hoa Kỳ, David Evans từ Đại học Bristol, Michael French từ Đại học Lancaster, Nick Newman và Mai Cường Trung từ MIT.
Phát minh năm 1974 của Stephen Salter được biết đến là vịt của Salter hoặc "vịt gật đầu", mặc dù nó được chính thức gọi là Vịt Edinburgh. Trong các thử nghiệm có quy mô nhỏ, cơ thể giống như cam cong của Duck có thể ngăn chặn 90% chuyển động của sóng và có thể chuyển đổi 90% số đó thành điện cho hiệu suất 81%.
Trong những năm 1980, khi giá dầu giảm, kinh phí năng lượng sóng giảm mạnh. Tuy nhiên, một vài nguyên mẫu thế hệ đầu tiên đã được thử nghiệm trên biển. Gần đây hơn, sau vấn đề biến đổi khí hậu, một lần nữa sự quan tâm ngày càng tăng trên toàn thế giới về năng lượng tái tạo, bao gồm năng lượng sóng.

Cơ sở thử nghiệm năng lượng biển đầu tiên trên thế giới được thành lập vào năm 2003 để bắt đầu phát triển ngành công nghiệp năng lượng sóng và thủy triều ở Anh. Có trụ sở tại Orkney, Scotland,
European Marine Energy Centre (EMEC) đã hỗ trợ việc triển khai nhiều thiết bị năng lượng sóng và thủy triều hơn bất kỳ trang web nào khác trên thế giới. EMEC cung cấp nhiều địa điểm thử nghiệm trong điều kiện biển thực. Trang web kiểm tra sóng được nối lưới của nó nằm ở Billia Croo, ở rìa phía tây của đại lục Orkney, và chịu toàn bộ lực lượng của Đại Tây Dương với biển cao tới 19 mét được ghi lại tại khu vực này. Các nhà phát triển năng lượng sóng hiện đang thử nghiệm tại trung tâm bao gồm Aquamarine Power, Pelamis Wave Power Lưu trữ ngày 6 tháng 1 năm 2014 tại Wayback Machine, ScottishPower Renewables và Wello.

## Công nghệ hiện đại
Các thiết bị công suất sóng thường được phân loại theo phương pháp được sử dụng để nắm bắt năng lượng của sóng, bằng vị trí và bằng hệ thống tăng năng lượng. Địa điểm là bờ biển, gần bờ và ngoài khơi. Các loại mất điện bao gồm: ram thủy lực, bơm ống đàn hồi, bơm-to-shore, tuabin thủy điện, tuabin khí, và máy phát điện tuyến tính. Khi đánh giá năng lượng sóng như một loại công nghệ, điều quan trọng là phải phân biệt giữa bốn phương pháp phổ biến nhất: phao hấp thụ điểm, bộ suy hao bề mặt, cột nước dao động và thiết bị tràn.

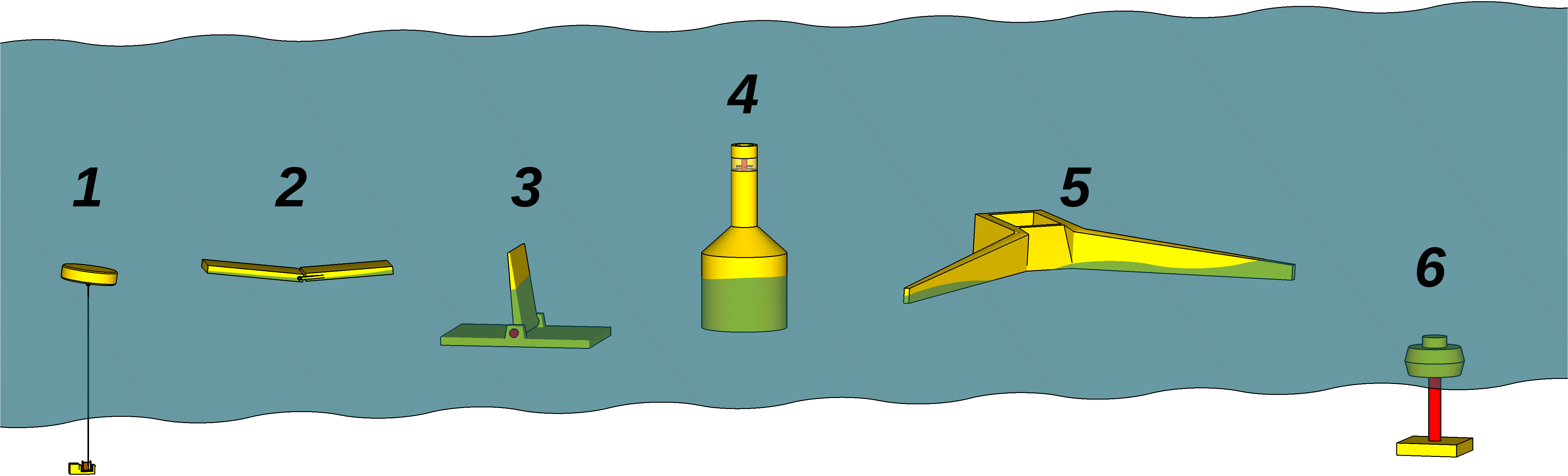
khái niệm năng lượng sóng chung: 1. Bộ thu hút điểm, 2. Bộ suy hao, 3. Bộ dao động sóng dao động, 4. Cột dao động, 5. Thiết bị Overtopping, 6. Chênh lệch áp suất ngập nước

### Phao hấp thụ điểm
Thiết bị này nổi trên bề mặt nước, được giữ bằng dây cáp nối với đáy biển. Các phao sử dụng sự tăng và giảm của các phiến để tạo ra điện theo nhiều cách khác nhau bao gồm trực tiếp thông qua máy tạo tuyến tính, hoặc thông qua máy phát điện được điều khiển bởi bộ chuyển đổi tuyến tính-quay-tơ hoặc máy bơm thủy lực. EMF được tạo ra bằng cáp truyền dẫn điện và âm thanh của các thiết bị này có thể là mối quan tâm đối với sinh vật biển. Sự hiện diện của phao có thể ảnh hưởng đến cá, động vật có vú biển và chim là nguy cơ va chạm nhỏ tiềm ẩn và các địa điểm trú ẩn. Tiềm năng cũng tồn tại cho sự vướng víu trong các dòng neo đậu. Năng lượng loại bỏ khỏi sóng cũng có thể ảnh hưởng đến bờ biển, dẫn đến một khuyến cáo rằng các trang web vẫn còn một khoảng cách đáng kể từ bờ biển.

### Bộ suy giảm bề mặt
Các thiết bị này hoạt động tương tự phao hấp thụ điểm, với nhiều phân đoạn nổi kết nối với nhau và được định hướng vuông góc với sóng tới. Một chuyển động uốn cong được tạo ra bởi các phiến động đẩy các máy bơm thủy lực để tạo ra điện. Các hiệu ứng môi trường tương tự như các phao hấp thụ điểm, với một mối quan tâm thêm rằng các sinh vật có thể bị chèn ép ở các khớp.

### Công cụ chuyển đổi sóng dao động
Các thiết bị này thường có một đầu cố định với cấu trúc hoặc đáy biển trong khi đầu kia được tự do di chuyển. Năng lượng được thu thập từ chuyển động tương đối của cơ thể so với điểm cố định. Các bộ chuyển đổi sóng dao động thường xuất hiện dưới dạng phao nổi, cánh tà hoặc màng. Các mối quan tâm về môi trường bao gồm rủi ro va chạm nhỏ, rạn san hô nhân tạo gần điểm cố định, EMF tác động từ cáp ngầm, và loại bỏ năng lượng vận chuyển trầm tích. Một số thiết kế này kết hợp phản xạ parabol như một phương tiện để tăng năng lượng sóng tại thời điểm bắt giữ. Các hệ thống chụp này sử dụng chuyển động tăng và giảm của sóng để thu năng lượng.
  Khi năng lượng sóng được bắt tại nguồn sóng, công suất phải được chuyển đến điểm sử dụng hoặc kết nối với lưới điện bằng truyền tải điện cáp điện ngầm.

### Cột nước dao động
Dao động Cột nước thiết bị có thể được đặt trên bờ hoặc trong vùng biển sâu ngoài khơi. Với một buồng khí được tích hợp vào thiết bị, nở khí nén trong các buồng hút không khí thông qua một tuabin khí để tạo điện. Tiếng ồn đáng kể được tạo ra khi không khí được đẩy qua các tuabin, có khả năng ảnh hưởng đến chim và sinh vật biển khác trong vùng lân cận của thiết bị. Ngoài ra còn có mối quan tâm về sinh vật biển bị mắc kẹt hoặc vướng vào các buồng khí.

### Thiết bị Overtopping
Thiết bị chạy ngược là cấu trúc dài sử dụng vận tốc sóng để lấp đầy một hồ chứa với mực nước lớn hơn so với đại dương xung quanh. Năng lượng tiềm năng trong chiều cao hồ chứa sau đó được bắt với các tuabin đầu thấp. Các thiết bị có thể ở trên bờ hoặc nổi ngoài khơi. Các thiết bị nổi sẽ có những lo ngại về môi trường về hệ thống neo đậu ảnh hưởng đến [sinh vật đáy sinh vật], sinh vật trở nên vướng víu, hoặc các hiệu ứng EMF được tạo ra từ cáp ngầm. Ngoài ra còn có một số lo ngại về mức độ thấp của tiếng ồn tuabin và loại bỏ năng lượng sóng ảnh hưởng đến môi trường sống gần.

### Chênh lệch áp suất ngập
Các bộ chuyển đổi dựa trên chênh lệch áp suất chìm là một công nghệ tương đối mới hơn sử dụng màng dẻo (thường được gia cố bằng cao su) để chiết năng lượng sóng. Những bộ chuyển đổi này sử dụng chênh lệch áp suất tại các vị trí khác nhau dưới sóng để tạo ra sự chênh lệch áp suất trong hệ thống chất lỏng cất cánh kín. Sự chênh lệch áp suất này thường được sử dụng để tạo ra dòng chảy, điều khiển một tuabin và máy phát điện. Bộ biến áp chênh lệch áp suất chìm thường xuyên sử dụng màng linh hoạt làm bề mặt làm việc giữa đại dương và hệ thống cất cánh điện. Màng mang lại lợi thế hơn các cấu trúc cứng nhắc của việc tuân thủ và khối lượng thấp, có thể tạo ra sự ghép nối trực tiếp hơn với năng lượng của sóng. Bản chất tương thích của chúng cũng cho phép thay đổi lớn hình học của bề mặt làm việc, có thể được sử dụng để điều chỉnh phản ứng của bộ chuyển đổi cho các điều kiện sóng cụ thể và để bảo vệ nó khỏi tải quá nhiều trong điều kiện khắc nghiệt.
Một bộ chuyển đổi ngập nước có thể được đặt ở trên đáy biển hoặc ở giữa. Trong cả hai trường hợp, bộ chuyển đổi được bảo vệ khỏi tải trọng va đập nước có thể xảy ra tại bề mặt tự do. Tải sóng cũng giảm trong tỷ lệ [[phi tuyến tính] phi tuyến tính] với khoảng cách bên dưới bề mặt tự do. Điều này có nghĩa là bằng cách tối ưu hóa độ sâu ngập nước cho một bộ chuyển đổi như vậy, có thể tìm thấy một sự thỏa hiệp giữa việc bảo vệ khỏi tải trọng cực lớn và khả năng tiếp cận với năng lượng sóng. Các WEC ngập nước cũng có khả năng làm giảm tác động đối với tiện nghi và điều hướng biển, vì chúng không ở trên bề mặt. Ví dụ về các bộ chuyển đổi áp suất chênh lệch ngập nước bao gồm M3 Wave, mWave của Bombora Wave Power,và CalWave.

## Ảnh hưởng môi trường
Các vấn đề môi trường chung liên quan đến các phát triển năng lượng biển bao gồm:
- Nguy cơ thú biển và cá bị tấn công bởi các lưỡi tua bin thủy triều;
- Ảnh hưởng của EMF và tiếng ồn dưới nước phát ra từ các thiết bị năng lượng biển đang hoạt động;
- Sự hiện diện vật lý của các dự án năng lượng biển và tiềm năng của chúng để thay đổi hành vi của động vật có vú biển, cá và chim biển với sự hấp dẫn hoặc tránh;
- Hiệu ứng tiềm năng trên môi trường biển và các quy trình gần bờ và xa xôi như vận chuyển trầm tích và chất lượng nước.

Cơ sở dữ liệu Tethys cung cấp quyền truy cập vào tài liệu khoa học và thông tin chung về các tác động môi trường tiềm năng của năng lượng sóng.

## Tiềm năng
Nguồn năng lượng sóng bờ biển trên toàn thế giới đã được ước tính lớn hơn 2 TW.
Các địa điểm có tiềm năng sóng lớn nhất bao gồm bờ biển phía tây châu Âu, bờ biển phía bắc của Vương quốc Anh và bờ biển Thái Bình Dương của Bắc và Nam Mỹ, Nam Phi, Úc và New Zealand. Phía bắc và phía nam khu vực ôn đới có các địa điểm tốt nhất để chụp sóng điện. Westerlies thịnh hành ở những khu vực này mạnh nhất vào mùa đông.

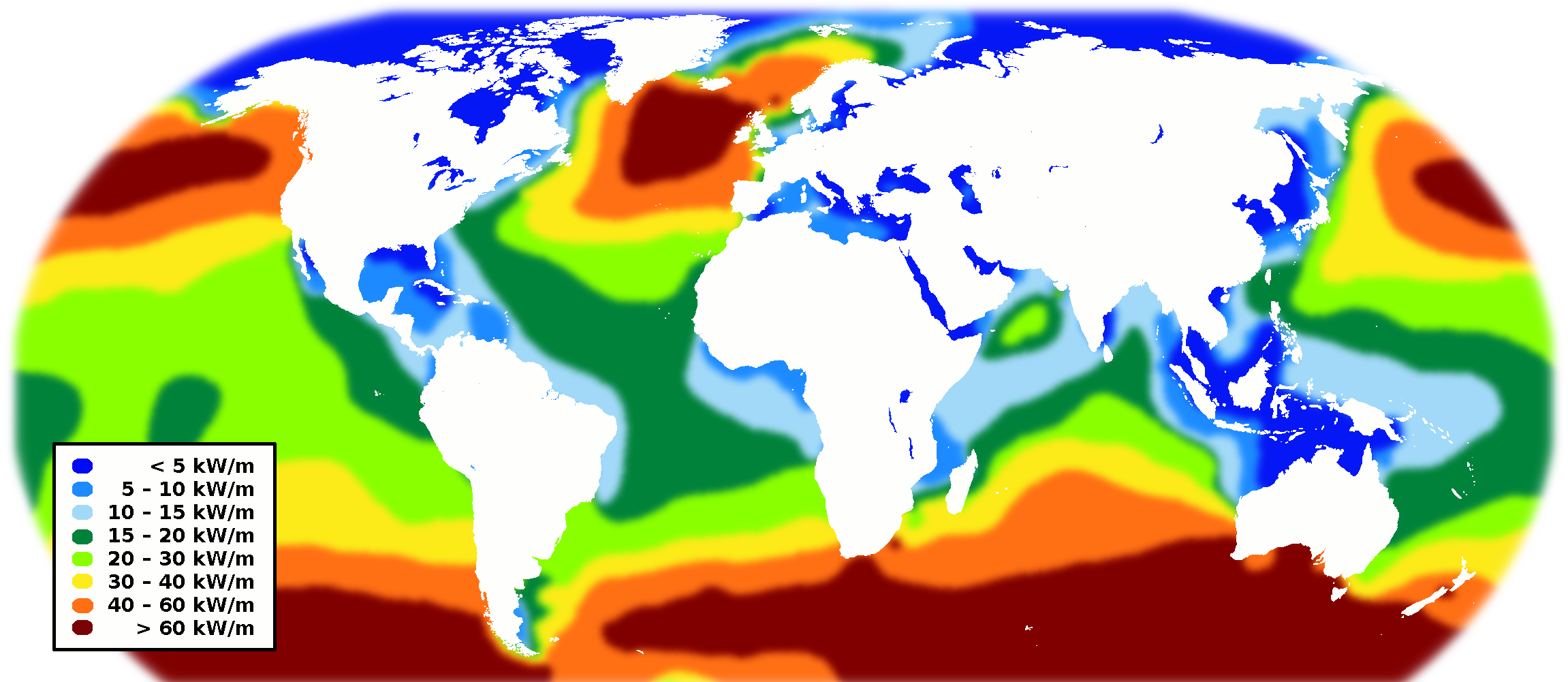
Bản đồ nguồn năng lượng sóng thế giới

## Thách thức
Có một tác động tiềm tàng đối với môi trường biển. Ví dụ, ô nhiễm tiếng ồn có thể có tác động tiêu cực nếu không được giám sát, mặc dù tiếng ồn và tác động rõ rệt của từng thiết kế có thể thay đổi rất nhiều. Các tác động sinh lý khác (thực vật và động vật, chế độ trầm tích và cấu trúc cột nước dòng chảy) của việc mở rộng quy mô công nghệ đang được nghiên cứu. Về thách thức kinh tế xã hội, các trang trại sóng có thể dẫn đến việc chuyển ngư dân thương mại và giải trí từ ngư trường sản xuất, có thể thay đổi mô hình nuôi dưỡng cát bãi biển và có thể đại diện cho mối nguy hiểm. Sóng tạo ra khoảng 2.700 gigawatt điện. Trong số 2.700 gigawatts này, chỉ có khoảng 500 gigawatt có thể được bắt bằng công nghệ hiện tại.

## Trang trại sóng

### Bồ Đào Nha
- Aguçadoura Wave Farm là trang trại sóng đầu tiên trên thế giới. Nó nằm ở 5 km (3 mi) ngoài khơi gần Póvoa de Varzim, phía bắc Porto, Bồ Đào Nha. Trang trại được thiết kế để sử dụng ba bộ chuyển đổi năng lượng sóng Pelamis để chuyển đổi chuyển động của sóng sóng mặt biển thành điện, tổng cộng 2,25 MW trong tổng dung lượng đã cài đặt. Trang trại đầu tiên được tạo ra điện vào tháng 7 năm 2008 [34] và được chính thức khai trương vào ngày 23 tháng 9 năm 2008 bởi Bộ trưởng Kinh tế Bồ Đào Nha.[35][36] Trang trại sóng đã bị đóng cửa hai tháng sau khi chính thức khai trương vào tháng 11 năm 2008 do sự sụp đổ tài chính của Babcock & Brown do khủng hoảng kinh tế toàn cầu. Các máy này đã ở ngoài hiện trường do các vấn đề kỹ thuật, và mặc dù đã giải quyết chưa quay trở lại trang web và sau đó đã bị loại bỏ vào năm 2011 khi công nghệ đã chuyển sang phiên bản P2 như được cung cấp cho E.ON và Scottish Renewables.[37] Giai đoạn hai của dự án đã lên kế hoạch tăng công suất lắp đặt lên  21 MW sử dụng thêm 25 máy Pelamis [38] là nghi ngờ sau sự sụp đổ tài chính của Babcock.

### Vương quốc Anh
- Tài trợ cho một trang trại sóng 3 MW tại Scotland đã được công bố vào ngày 20 tháng 2 năm 2007, bởi Scottish Executive, với chi phí hơn 4 triệu đô la pounds, như một phần của gói tài trợ trị giá 13 triệu bảng cho năng lượng biển ở Scotland. Máy đầu tiên được ra mắt vào tháng 5 năm 2010.[39]
- Một cơ sở được gọi là Wave hub đã được xây dựng ngoài khơi bờ biển phía bắc Cornwall, Anh, để tạo điều kiện phát triển năng lượng sóng. Trung tâm Wave sẽ hoạt động như một cáp mở rộng khổng lồ, cho phép các mảng thiết bị tạo năng lượng sóng được kết nối với lưới điện. Trung tâm sóng ban đầu sẽ cho phép  20 MW dung lượng được kết nối, với khả năng mở rộng tới  40 MW. Bốn nhà sản xuất thiết bị cho đến nay đã thể hiện sự quan tâm đến việc kết nối với trung tâm Wave.[40][41]  Các nhà khoa học đã tính toán rằng năng lượng sóng thu được tại Wave Hub sẽ đủ để cung cấp năng lượng lên tới 7.500 hộ gia đình. Trang web này có tiềm năng tiết kiệm lượng khí thải nhà kính khoảng 300.000 tấn carbon dioxide trong 25 năm tới.[42]
- Một nghiên cứu năm 2017 của Đại học Strathclyde và Imperial College tập trung vào việc không phát triển các thiết bị năng lượng sóng "sẵn sàng thị trường" - mặc dù chính phủ Anh đã đẩy hơn 200 triệu bảng trong 15 năm trước - và cách để nâng cao hiệu quả hỗ trợ của chính phủ trong tương lai.[43]

### Úc
- Bombora Wave Power [44] có trụ sở tại Perth, Tây Úc và hiện đang phát triển bộ chuyển đổi màng linh hoạt của mWave [45]. Bombora hiện đang chuẩn bị cho một dự án thí điểm thương mại tại Peniche, Bồ Đào Nha.
- Trang trại sóng CETO ngoài khơi bờ biển Tây Úc đã hoạt động để chứng minh tính khả thi thương mại và sau khi phê duyệt môi trường sơ bộ, đã trải qua sự phát triển hơn nữa.[46][47] Vào đầu năm 2015, một hệ thống đa megawatt trị giá 100 triệu đô la đã được kết nối với lưới điện, với tất cả điện được mua để cấp điện cho căn cứ hải quân HMAS Stirling. Hai phao chìm hoàn toàn được neo vào đáy biển, truyền năng lượng từ đại dương sưng qua áp lực thủy lực trên bờ; để lái máy phát điện, và cũng để sản xuất nước ngọt. Tính đến  năm  2015, phao thứ ba được lên kế hoạch để cài đặt.[48][49]
- Ocean Power Technologies (OPT Australasia Pty Ltd) đang phát triển một trang trại sóng được kết nối với lưới gần Portland, Victoria thông qua một trạm năng lượng sóng 19 MW. Dự án đã nhận được khoản tài trợ 66,46 triệu đô la Úc từ Chính phủ Liên bang Úc.[50]
- Oceanlinx sẽ triển khai một người biểu tình quy mô thương mại ngoài khơi bờ biển Nam Úc tại Port MacDonnell trước cuối năm 2013. Thiết bị này,  greenWAVE , có công suất điện định mức là 1MW. Dự án này đã được ARENA hỗ trợ thông qua Chương trình tái tạo mới nổi. Thiết bị  greenWAVE  là một cấu trúc trọng lực đứng dưới đáy, không đòi hỏi sự chuẩn bị neo hoặc đáy biển và không có các bộ phận chuyển động bên dưới mặt nước.[51]

### Hoa Kỳ
- Reedsport, Oregon - một công viên làn sóng thương mại trên bờ biển phía tây của Hoa Kỳ nằm 2,5 dặm ngoài khơi gần Reedsport, Oregon. Giai đoạn đầu tiên của dự án này là cho mười PB150 PowerBuoy s, hoặc 1,5 megawatt.[52][53] Trang trại sóng Reedsport được lên kế hoạch lắp đặt vào mùa xuân năm 2013.[54]  Trong năm 2013, dự án đã dừng lại vì các vấn đề pháp lý và kỹ thuật.[55]
- Vịnh Kaneohe Oahu, Hawaii - Địa điểm kiểm tra năng lượng sóng của Hải quân (WETS) hiện đang kiểm tra thiết bị điện sóng Azura [56] Thiết bị nguồn sóng Azura là bộ chuyển đổi năng lượng sóng 45 tấn nằm ở độ sâu 30 mét (98 ft) trong Vịnh Kaneohe.[57]

## Hoa Kỳ
Sóng điện tại Hoa Kỳ đang được phát triển ở một số địa điểm ngoài khơi bờ biển phía đông và phía tây cũng như Hawaii. Nó đã vượt ra ngoài giai đoạn nghiên cứu và các cài đặt chính được lên kế hoạch để đi vào hoạt động trong vòng vài năm tới. Việc sử dụng của nó cập nhật đã được cho các tình huống mà các hình thức sản xuất năng lượng khác là không khả thi về mặt kinh tế và như vậy, sản lượng điện hiện nay là khiêm tốn.
Theo Chủ tịch Hiệp hội Thương mại Đại dương Năng lượng tái tạo liên minh, "Tổng tiềm năng ngoài khơi bờ biển của Hoa Kỳ là 252 triệu megawatt giờ một năm."  Mặc dù không có các dự án lớn hiện nay, đã có sự đầu tư đáng kể vào một phần của các công ty công ích và quỹ liên bang để thực hiện và khả năng kinh tế của hai trung tâm năng lượng sóng mới tính đến ngày 30 tháng 9 năm 2008.
Ngày 18 tháng 12 năm 2007, Công ty Điện khí Thái Bình Dương, công ty tiện ích quốc gia lớn nhất, đã công bố thỏa thuận thương mại để mua điện được tạo ra bởi năng lượng sóng. Quyết định này đã được thực hiện một phần để cạnh tranh trong thị trường năng lượng điện công cộng ở bang California dưới các hạn chế nghiêm ngặt năng lượng tái tạo. Hiện nay, luật tiểu bang California yêu cầu các tiện ích công cộng phải tạo ra 20% điện năng từ các nguồn năng lượng tái tạo như năng lượng gió, mặt trời và sóng vào năm 2010. Sau cuộc bầu cử tổng quát ngày 4 tháng 11 năm 2008, luật này có thể thay đổi luật nghiêm ngặt hơn, quy định rằng các tiện ích công cộng sẽ được yêu cầu tăng tỷ lệ điện từ nguồn tái tạo nên 20% vào năm 2010, 40% vào năm 2020 và 50% vào năm 2025.
Liên bang, theo Đạo luật nghiên cứu và phát triển năng lượng tái tạo biển năm 2007, Hoa Kỳ đã cam kết tài trợ 200 triệu đô la liên bang cho công nghệ năng lượng sóng được phân bổ từ năm 2008 đến năm 2012. [Bộ Năng lượng Hoa Kỳ] (DOE) hiện tại chịu trách nhiệm phân bổ 50 triệu USD mỗi năm tài chính cho việc nghiên cứu, phát triển, trình diễn và ứng dụng thương mại năng lượng đại dương.
  Trong năm 2008, năm đầu tiên phân bổ liên bang về năng lượng sóng, có tổng cộng mười bốn người nhận. Những người nhận đáng chú ý nhất trong năm nay bao gồm Đại học Bang Oregon và Đại học Hawaii. Đại học bang Oregon hợp tác với Đại học Washington, sẽ triển khai sự phát triển của Trung tâm năng lượng tái tạo biển quốc gia Tây Bắc về năng lượng sóng và thủy triều. Người nhận thứ hai, Đại học Hawaii sẽ phát triển và thực hiện Trung tâm Năng lượng tái tạo quốc gia ở Hawaii.

Grays Harbor Ocean Energy Company của Seattle đã nộp đơn cho Federal Energy Regulatory Commission cho phép khai thác năng lượng từ sóng ngoài khơi bờ biển California, Hawaii, Massachusetts, New Jersey, New York và Rhode Island. Dự án trị giá 28 tỷ đô la sẽ là dự án năng lượng tái tạo lớn nhất trong cả nước.

Vào năm 2012, Ocean Power Technologies (O.P.T.), có trụ sở tại Pennington, New Jersey có liên quan đến các dự án sóng sau tại Hoa Kỳ:
- 'Tự động LEAP PowerBuoy, New Jersey'  - O.P.T. đã vận hành thành công một PowerBuoy® độc lập ngoài khơi New Jersey, được thiết kế và sản xuất bởi O.P.T. theo chương trình PowerBuoy (LEAP) của Hải quân Hoa Kỳ của Hải quân Hoa Kỳ để giám sát an ninh và hàng hải ven biển.
- 'Vịnh Coos, Oregon'  - O.P.T. đang đề xuất phát triển một công viên sóng thương mại quy mô, tiện ích ở Bắc Mỹ tại Vịnh Coos, Oregon. Kích thước quy hoạch của công viên này lên đến 100 MW, và nó sẽ là dự án năng lượng sóng lớn nhất trên thế giới khi nó được hoàn thành
- 'Reedsport, Oregon'  - O.P.T. đang phát triển một công viên làn sóng thương mại trên bờ biển phía tây của Hoa Kỳ nằm 2,5 dặm ngoài khơi gần Reedsport, Oregon. Giai đoạn đầu tiên của dự án này là cho mười PB150 PowerBuoy s, hoặc 1,5 megawatt.[53] Trang trại sóng Reedsport hiện đang được lên lịch để lắp đặt vào mùa xuân năm 2013.[54]
- 'Oahu, Hawaii'  - Từ năm 2009 đến năm 2011, O.P.T. đại dương kiểm tra PowerBuoy của nó tại Cơ sở Thủy quân lục chiến Hoa Kỳ Hawaii (MCBH) tại Vịnh Kaneohe. Oahu PowerBuoy đã được đưa ra theo chương trình của Công ty với Hải quân Hoa Kỳ để thử nghiệm đại dương và trình diễn PowerBuoys, bao gồm cả kết nối với lưới Oahu.
- 'Atlantic City, New Jersey'  - Dự án nguyên mẫu, trong đó các nguyên tắc được chứng minh với nguyên mẫu PB40 PowerBuoy được triển khai và thử nghiệm ngoài khơi bờ biển Đại Tây Dương được tích hợp vào thiết kế của phao cho Hawaii, Tây Ban Nha và PB150 PowerBuoys.